# Толкачова Анель Зіновіївна
Анель Зіновіївна Толкачо́ва (нар. 25 лютого 1947, Київ) — українська художниця; член Спілки радянських художників України з 1976 року.

## Біографія
Народилася 25 лютого 1947 року в місті Києві (нині Україна). Дочка Зіновія Толкачова, сестра Іллі Толкачова. Мистецьку освіту здобувала у Києві: протягом 1958—1965 років — у Республіканській середній художній школі у Майї Нечипоренко, Зої Лерман; у 1965—1971 роках — у Київському художньому інституті у Василя Чебаника; у 1972—1975 роках — в аспірантурі Академії мистецтв СРСР у Михайла Дерегуса, Сергія Григор'єва.
Співпрацювала з видавництвами художньої літератури; працювала художником-сценографом. Мешкає у містах Києві (в будинку на вулиці Богдана Хмельницького, № 68) та Лінн (Сполучені Штати Америки).

## Творчість
Працює у галузях книжкової і станкової графіки (у техніках офорта, літографії, малюнку на папері), станкового живопису. Серед робіт:
- ілюстрації до творів Федора Достоєвського (1971—1972); до книги Сомерсета Моема (1983);

серії
- літографій «В моєму місті» (1984—1986);
- портретів сучасників (1990—1995);
- пейзажів Созополя (2001).

Учасниця республіканських, всесоюзних та закордонних виставок з 1970 року.
Окремі роботи художниці є у колекції Хмельницького обласного художнього музею.